# Ansel Krut
Ansel Krut (Cidade do Cabo, 1959) é um pintor que trabalha e vive em Londres.

## Biografia
Ansel Krut é mestre em pintura pelo Royal College of Art em 1986, sendo depois agraciado com a bolsa de estudos  Abbey Major no British School in Rome. Ele participou da Cité Internationale des Arts, Paris (1982-1983), e completou seu bacharelado em Finas Artes na University of the Witwatersrand, Johannesburg (1979-1982).
A técnica de Krut consiste em construir superfícies em suas telas com camadas de tintas coloridas. Há uma forte relação entre a estutura do desenho e o uso de um espaço pictorial achatado. Cada tela sua carrega um personagem particular: ventiladores, redemoinhos, ângulos geométricos, formas humanoides, etc.